# كاليش
كاليش (بالإنجليزية: Kalisz)‏ هي مدينة مع صلاحيات بووتيس ‏ تقع في بولندا في بولندا الكبرى. يقدر عدد سكانها بـ 106,857 نسمة ومساحتها 69.42 كم2 .

## المدن التوأمة
مدن إرفورت، هام (مدينة)، سانتاندري، هيرهوخوفارد، Hautmont، برستون، مارتن (سلوفاكيا)، تونغرين، أدريا، لا لوفيير، مينسك، كامينيتس وساوثهامبتون هي مدن توأمة لـكاليش.

## أعلام
- الكسندرا دافيدوفيتش
- وولف فيرنر
- ياكوب كازماريك
- ألبرت برودفسكي
- جوزيف جرزيسياك